# David McCagg
David McCagg ist ein ehemaliger US-amerikanischer Schwimmer.
Bei den Schwimmweltmeisterschaften 1978 in West-Berlin gewann er Gold im Einzelwettbewerb auf 100 m Freistil, sowie zusammen mit Jack Babashoff, Rowdy Gaines, James Montgomery in der Staffel 4 × 100 m Freistil und zusammen mit Bob Jackson, Nick Nevid und Joe Bottom in der Staffel 4 × 100 m Lagen. Vier Jahre später, bei den Schwimmweltmeisterschaften in Guayaquil gewann er erneut Gold in der 4 × 100-m-Freistilstaffel. Zusammen mit Christopher Cavanaugh, Robin Leamy, Ambrose Gaines stellte er hierbei mit einer Zeit von 03:19,26 Minuten einen neuen Weltrekord auf und verbesserte somit den, unter seiner Beteiligung, bei den Schwimmweltmeisterschaften 1978 aufgestellten Rekord von 3:19,74 Minuten.
Bei den Panamerikanischen Spielen 1979 gewann McCagg Gold in den Wettbewerben 100 m Freistil, 4 × 100 m Freistil sowie 4 × 100 m Lagen.